# Cantó de Saint-Maur-des-Fossés-Oest
El cantó de Saint-Maur-des-Fossés-Oest és un antic cantó francès del departament de Val-de-Marne, que estava situat al districte de Créteil. Comptava amb part del municipi de Saint-Maur-des-Fossés.
Va desaparèixer al 2015 i el seu territori es va dividir entre el cantó de Saint-Maur-des-Fossés-1 i el cantó de Saint-Maur-des-Fossés-2.

## Municipis
- Saint-Maur-des-Fossés (part)

## Història
| Data d'elecció                           | Identitat         | Partit                     | Qualitat |
| ---------------------------------------- | ----------------- | -------------------------- | -------- |
| 1967-1979                                | Jean-Claude Smits | UDR, després RPR           |          |
| 1979-1998                                | Claude Bouchet    | UDF-DL                     |          |
| 1998-                                    | Jacques Leroy     | Divers droite, després UMP |          |
| les dades anteriors no són pas conegudes |                   |                            |          |
|                                          |                   |                            |          |

## Demografia
| A partir de 1990: Població sense dobles comptes |